# Сёлли, Джеймс
Джеймс Сёлли (англ. James Sully; 3 марта 1842, Бриджуотер — 1 ноября 1923, Лондон) — английский философ, психолог, пионер детской психологии в Великобритании. Один из основателей Британского психологического общества.

## Биография
Джеймс Сёлли родился 3 марта 1842 года в Бриджуотере, в семье коммерсанта, где было уже восемь детей.
Первоначальное образование получил, окончив Йоувильский частный колледж, после чего, по настоянию отца, три года занимался коммерцией. Бросив торговлю, Д. Сёлли уезжает в Лондон, чтобы изучать философию. Особый интерес у Д. Сёлли вызывали труды Дж. С. Милля, Г. Спенсера и А. Бэна. В 1866 году Д. Сёлли получает степень бакалавра философии. Чтобы закончить философское образование и подготовиться к сдаче экзаменов на степень магистра, Д. Сёлли в 1867 году отправляется в Германию к доктору Г. Эвальду, поступив в Гёттингенский университет. По возвращении домой в 1868 году Д. Сёлли получает степень магистра. Одним из экзаменаторов был А. Бэн, по предложению которого Д. Сёлли был награждён золотой медалью.
Увлёкшись психологией, Д. Сёлли вновь уезжает в Германию, поступив в Берлинский университет, а также в знаменитую школу физиологической психологии В. Вундта.
После возвращения в Англию, Д. Сёлли начинает преподавать в различных учебных заведениях Лондона, читая лекции по теории образования и по вопросам психологии искусства. В 1874 году выходит первая научная работа Д. Сёлли — «Чувства и интуиция», посвященная проблеме эволюции. В 1877 году выходит вторая крупная работа — «Пессимизм», в которой Д. Сёлли проанализировал взгляды А. Шопенгауэра и Э. Гартмана. Эта публикация стоила ему должности заведующего кафедрой философии в Ливерпуле — попечительский совет, заметив лишь название книги и не вникая в её содержание, посчитал автора пессимистически настроенным, а потому не достойным преподавать философию юношеству.
В этот период Д. Сёлли интересуется проблемой сущности и причин возникновения иллюзий. Проводя эксперименты в лаборатории Д. Тиндаля, в 1881 году Д. Сёлли выпускает книгу «Иллюзии», в которой обобщает результаты своих исследований. Причины возникновения иллюзий, по мнению Д. Сёлли, заключались в особенностях восприятия человеком неясных форм видимого объекта, вызывающих игру фантазии. Учёный детально изучил не только воспринимаемые иллюзии, но и мечты, галлюцинации и заблуждения. Данный труд был высоко оценён З. Фрейдом, а В. Вундт прислал Д. Сёлли письмо об этом исследовании, выразив благодарность и подчеркнув своё согласие с мнением автора о том, что иллюзии нужно рассматривать по аналогии с ошибками памяти.
По просьбе студентов, Д. Сёлли написал учебник по психологии для будущих педагогов. Полностью книга была издана в 1884 году. В данной работе автор изложил свой взгляд на концепцию образования и воспитания, которая в целом продолжала идеи А. Бэна, но вместе с тем содержала и некоторые новые подходы к решению ряда проблем. Д. Сёлли развёл понятия образования и воспитания. Под образованием он понимал систематизацию знаний, а под воспитанием — сознательное воздействие на ребёнка, опирающееся на законы развития его психики.
В августе 1892 года Д. Сёлли принял активное участие во II Международном психологическом конгрессе в Лондоне в качестве секретаря. В том же году его назначают на должность заведующего кафедрой в Университетском колледже в Лондоне. Этой работе он отдал последующие 11 лет жизни. В 1897 году Д. Сёлли основал здесь первую в Англии психологическую лабораторию. Д. Сёлли был дружен со многими учёными того времени: Ч. Дарвином, Т. Гексли, А. Бэном и другими. Д. Сёлли приглашали стать президентом неврологического общества, преподавать в одном из колледжей в Америке, но все эти предложения были им отклонены.
В ноябре 1895 года увидела свет книга Д. Сёлли «Изучение детства». Это был один из первых учебников по детской психологии. 24 октября 1901 года Д. Сёлли в университетском колледже проводит собрание, на котором было основано Британское психологическое общество. На момент основания общество насчитывало 10 членов, включая самого Д. Сёлли.
В 1903 году Д. Сёлли ушёл из университетского колледжа. За последние двадцать лет жизни он написал только автобиографию — «Моя жизнь и друзья». Ухудшавшееся состояние здоровья не позволяло Д. Сёлли принимать активное участие в общественной жизни, в работе психологической лаборатории университетского колледжа в Лондоне, организатором которой он был.
1 ноября 1923 года Джеймс Сёлли скончался.

## Научная деятельность
Д. Сёлли рассматривал становление психики человека с позиций ассоциативного подхода. Он выделял ум, чувства и волю как основные составляющие психики.
Д. Сёлли разделял образование и воспитание. Под образованием он понимал систематизацию знаний, а под воспитанием — сознательное воздействие на ребёнка, опирающееся на законы развития его психики. Принципы воспитания базируются на физиологии и психологии. Подходы к физическому воспитанию должны быть основаны на данных физиологии, а психология должна закладывать основы духовности, то есть воспитания интеллекта, эмоций и воли. В воспитании Д. Сёлли выделял три направления — интеллектуальное, эстетическое и моральное. Данные направления должны отвечать трём основным целям: логической (истине), эстетической (красоте) и этической (добру). Если первые две цели связаны с формированием в человеке способностей к познанию и эмоциональному развитию, то третья развивает волевую сферу и совершенствует характер человека.
В развитии мышления ребёнка Д. Сёлли выделял три стадии — понятие, суждение и умозаключение (вывод).
Д. Сёлли была разработана оригинальная теория о трёх стадиях детского рисования, которая получила высокую оценку В. М. Бехтерева.
Д. Сёлли исследовал причины возникновения детских страхов. Так, причиной появления у ребёнка страха перед животными является отражение ребёнком поведения суеверных взрослых или чрезвычайное развитие детского воображения. Боязнь темноты у детей также связана с воображением. Среди условий, способствующих преодолению детского страха, Д. Сёлли называл спокойную обстановку в семье. Он полагал, что у ребёнка, растущего в атмосфере родительской любви, не возникает подобного чувства. Хорошим психотерапевтическим средством для преодоления страха Д. Сёлли считал игру.
Д. Сёлли интересовал вопрос о причинах детской лжи. Он изучал формы детской лживости, которые не считал возможным квалифицировать как ложь. В основе неверного утверждения ребёнка может лежать живая фантазия или сильное желание нравиться. Характер и причины детской лжи могут быть полностью раскрыты только при учёте тех чувств, которые ребёнок испытывает после сказанной им неправды.
Труды Д. Сёлли имели большое значение для практической детской психологии и педологии. Д. Сёлли исследовал, какие ассоциации и в каком порядке появляются в процессе психического развития детей (например, сначала — по сходству, потом — по смежности, потом — по контрасту), и выделил основные этапы в познавательном, эмоциональном и волевом развитии детей, которые необходимо учитывать при их обучении. М. Монтессори при разработке системы упражнений, способствующих интеллектуальному развитию детей дошкольного возраста, основывалась на положениях Д. Сёлли.

### Публикации на русском языке
- Сёлли Д. Основные начала психологии и её применения к воспитанию. — СПб.: издание журнала «Русское богатство», 1887.
- Сёлли Д. Пессимизм. История и критика — СПб.: издание Ф. Павленкова, 1893.
- Сёлли Д. Гениальность и помешательство. — СПб.: издание В. И. Губинского, 1895.
- Сёлли Д. Очерки по психологии детства. — М.: издание К. Тихомирова, 1903.
- Сёлли Д. Смех, его физиология и психология. — СПб.: издание В. И. Губинского, 1905.
- Сёлли Д. Основы общедоступной психологии и её применения к воспитанию. — СПб.: издание В. И. Губинского, 1908.
- Сёлли Д. Педагогическая психология. — М.: издание товарищества «Мир», 1912.
- Сёлли Д. Пессимизм. История и критика. — М.: ЛКИ, 2007.
- Сёлли Д. Очерки по психологии детства. — М.: КомКнига, 2007.
- Сёлли Д. Смех. Его физиология и психология. — М.: Либроком, 2012.